# 75-й Пікет
75-й Піке́т (рос. 75-й Пикет) — селище у складі Новокузнецького району Кемеровської області, Росія. Входить до складу Загорського сільського поселення.

## Населення
Населення — 6 осіб (2010; 22 у 2002).
Національний склад (станом на 2002 рік):
- росіяни — 95 %